# ベアトリス・ダル
ベアトリス・ダル（Béatrice Dalle, 1964年12月19日 - ）はフランス・ブレスト出身の女優である。

## 来歴
モデルをしていたときにジャン＝ジャック・ベネックス監督に見出され、『ベティ・ブルー/愛と激情の日々』で精神に異常をきたす主人公を演じて、一躍フランスのセックス・シンボルとなった。出演のきっかけになった彼女のポートレイト写真は、そのままこの映画のポスターに使われている。
麻薬問題や窃盗事件、傷害事件などで逮捕歴があり、プライベートは波乱万丈である。彼女はボランティアで刑務所を訪れる活動をし、2005年にはフランスの刑務所に服役中の人物と結婚した。
代表作は『ベティ・ブルー/愛と激情の日々』。

## 主な出演作品
| 公開年 | 邦題 原題                                      | 役名           | 備考 |
| ------ | ---------------------------------------------- | -------------- | ---- |
| 1986   | ベティ・ブルー/愛と激情の日々 37°2 le matin    | ベティ         |      |
| 1988   | サバス Evi Sabbath La Visione del Sabba        |                |      |
| 1989   | シメール Chimère                               | アリス         |      |
| 1989   | ボワ・ノワール 魅惑の館 Les Bois noirs         | ヴァイオレット |      |
| 1990   | 女の復讐 La Vengeance d'une Femme              | スージー       |      |
| 1991   | ナイト・オン・ザ・プラネット Night on Earth    | 盲目の女性     |      |
| 1992   | ブリジット/女が男を奪うとき La Fille de l'air  | ブリジット     |      |
| 1994   | パリ、18区、夜。 J'ai pas sommeil              | モナ           |      |
| 1994   | 彼女たちの関係 À la folie                      | エルザ         |      |
| 1996   | L.S.D. LOVE,SEX & DRUG Clubbed to Death (Lola) |                |      |
| 1997   | ブラックアウト The Blackout                    | アニー         |      |
| 2001   | ガーゴイル Trouble Every Day                   | コレ           |      |
| 2001   | H story                                        | 女優           |      |
| 2003   | タイム・オブ・ザ・ウルフ Le temps du loup      | リセ           |      |
| 2004   | クリーン Clean                                 | エレナ         |      |
| 2006   | 裏切りの闇で眠れ Truands                       | ベアトリス     |      |
| 2007   | 屋敷女 À l'intérieur(Inside)                   | 女             |      |
| 2011   | リヴィッド Livide                              | リュシーの母   |      |
| 2019   | ルクス・エテルナ 永遠の光 Lux Æterna           | ベアトリス     |      |